# Walesby (Nottinghamshire)
Walesby is een civil parish in het bestuurlijke gebied Newark and Sherwood, in het Engelse graafschap Nottinghamshire met 1266 inwoners.